# Cayo (distrikt)
Cayo er et vestligt distrikt i det mellemamerikanske land Belize. Distriktshovedstaden er San Ignacio. Landets hovedstad Belmopan befinder sig også i Cayo. I 2010 lå befolkningstallet på 73.202.
Cayo er hovedsagelig et jordbrugsdistrikt, hvor der produceres citrusfrugter og bananer. Desuden findes der noget økoturisme og en række mayaruiner.